# تيودور ديك
تيودور ديك (بالفرنسية: Théodore Deck)‏ هو خزاف فرنسي، ولد في 2 يناير 1823 في غابفيلار في فرنسا، وتوفي في 15 مايو 1891 في باريس في فرنسا.